# ماثيو سكوت
ماثيو سكوت (بالإنجليزية: Matthew Scott)‏ (11 يوليو 1872 في المملكة المتحدة - ) هو لاعب كرة قدم بريطاني (وحمل سابقاً جنسية المملكة المتحدة لبريطانيا العظمى وأيرلندا) في مركز الظهير. شارك مع منتخب اسكتلندا لكرة القدم. أما مع النوادي، فقد لعب مع نيوكاسل يونايتد ونادي أردريونيانز ونادي ألبيون روفرز.

## وصلات خارجية
- ماثيو سكوت على موقع قاعدة بيانات كرة القدم.إي يو (الإنجليزية)